# Scotty Barnhart
William "Scotty" Barnhart, né le 27 octobre 1964 à Atlanta (Géorgie), est un trompettiste de jazz américain.

## Biographie
Il joue comme soliste depuis 1993 au sein du Count Basie Orchestra. Durant la même période, il a également joué aux côtés de Wynton Marsalis, Marcus Roberts, Frank Sinatra, Diana Krall, Clark Terry, Freddie Hubbard, le Duke Ellington Orchestra, Nat Adderley, Quincy Jones, Barbra Streisand, Natalie Cole, Joe Williams et bien d'autres musiciens.
Le disque Say It Plain, publié sous son nom et édité par Unity Music, faisant intervenir Clark Terry, Ellis et Wynton Marsalis, Marcus Roberts, Jamie Davis et Étienne Charles a rencontré un bon succès.
Scotty Barnhart a été désigné comme nouveau directeur du Count Basie Orchestra dès septembre 2013.
Également actif comme professeur, Scotty Barnhart enseigne au Collège de musique de l'Université d'État de Floride.
Scotty Barnhart partage sa vie entre Los Angeles et  Tallahassee (en Floride).